# Liste der Landesstraßen in Vorarlberg
Die Liste enthält alle Landesstraßen im österreichischen Bundesland Vorarlberg. Zurzeit existieren 97 Straßen in Vorarlberg, die als Landesstraßen der Landesstraßenverwaltung unterliegen.

## Grundlagen
Anders als in den anderen Bundesländern tragen in Vorarlberg sämtliche der Landesstraßenverwaltung unterliegende Straßen neben ihrem eigentlichen Namen die Bezeichnung Landesstraße L. In den anderen Bundesländern wurden die ehemaligen Bundesstraßen im Jahr 2002 mit der Bezeichnung als Landesstraße B ins Straßennetz der Länder übernommen, in Vorarlberg war dies nicht nötig, da sich mit der bestehenden Nummerierung der Landesstraßen keine Überschneidungen ergaben und die Bundesstraßen daher direkt als Landesstraßen L übernommen werden konnten (beispielsweise wurde aus der Vorarlberger Straße, die zuvor als B 190 eine Bundesstraße war, die Landesstraße L 190).
Die Bundesstraßen A und S sind unter Liste der Autobahnen und Schnellstraßen in Österreich aufgelistet. Mit der Arlberg Schnellstraße (S 16) und der anschließenden Rheintal/Walgau Autobahn (A 14) existieren derzeit zwei Bundesstraßen, die (im Fall der S 16 teilweise) in Vorarlberg liegen.
Mit einer Länge von 63,8 Kilometern ist die Vorarlberger Straße (L 190) die längste Landesstraße in Vorarlberg. Diese ehemalige Bundesstraße war bis 1971 Teil der ganz Österreich von West nach Ost durchmessenden Wiener Bundesstraße B 1. Von 1971 bis 2002 wurde die Vorarlberger Straße zunächst als B 190 geführt, anschließend erfolgte ihre Übertragung ins Landesstraßennetz. Die längste der „alten“ Landesstraßen ist die Laternser Straße L 51 mit einer Gesamtlänge von 29,1 Kilometern.

## Liste der Landesstraßen
| Nr.  | Bezirke          | Name                    | Verlauf | Länge in km |
| ---- | ---------------- | ----------------------- | --- | ----------- |
| 1    | B                | Hohenweiler Straße      | Lochau (Vorarlberger Straße L 190) – Hörbranz – Hohenweiler – (Staatsgrenze A/D) – (St 2002 in Bayern) | 8,9         |
| 2    | B                | Langener Straße         | Bregenz (Schweizer Straße L 202) – Bregenz (Vorarlberger Straße L 190) – Kennelbach – Wirtatobel – Langen-Hub – (Staatsgrenze A/D) – (St 2001 in Bayern)                                                             | 14,1        |
| 3    | B / DO           | Hofsteigstraße          | Hard (Schweizer Straße L 202) – Lauterach – Wolfurt – Schwarzach – Dornbirn (Vorarlberger Straße L 190) | 11,7        |
| 3a   | B / DO           | Schwarzacher Straße     | Schwarzach (Hofsteigerstraße L 3) – Dornbirn (Bregenzerwaldstraße L 200) | 0,4         |
| 4    | B                | Vorderwälder Straße     | Langen-Fischanger (Langener Straße L 2) – Doren – Krumbach (Hittisauer Straße L 205) | 13,7        |
| 5    | B                | Balderschwanger Straße  | Hittisau (Hittisauer Straße L 205) – Hittisau (Staatsgrenze A/D) - (OA 9 in Bayern) | 9,5         |
| 6    | B                | Langenegger Straße      | Lingenau (Hittisauer Straße L 205) – Langenegg – Krumbach (Hittisauer Straße L 205) | 7,2         |
| 7    | B                | Schwarzachtobelstraße   | Schwarzach (Hofsteigstraße L 3) – Bildstein (Bregenzerwaldstraße L 200) | 2,9         |
| 8    | B                | Oberhochstegstraße      | Hörbranz-Berg (Hohenweiler Straße L 1) – Hörbranz (Hörbranzer Straße L 18) | 2,0         |
| 9    | B                | Rucksteigstraße         | Hohenweiler (Hohenweiler Straße L 1) – Möggers-Weienried (Staatsgrenze A/D) | 5,2         |
| 10   | B                | Möggerser Straße        | Möggers-Weienried (Eichenberger Straße L 11) – Möggers | 1,1         |
| 11   | B                | Eichenberger Straße     | Lochau (Hohenweiler Straße L 1) – Eichenberg-Lutzenreute – Möggers (Rucksteigstraße L 9) | 11,8        |
| 12   | B                | Fluher Straße           | Bregenz (Langener Straße L 2) – Bregenz-Fluh – Langen-Wirtatobel (Langener Straße L 2) | 6,0         |
| 13   | B                | Kennelbacher Straße     | Bregenz (Langener Straße L 2) – Kennelbach – Wolfurt (Hofsteigstraße L 3) | 3,1         |
| 14   | B                | Bucher Straße           | Wolfurt (Hofsteigstraße L 3) – Buch – Alberschwende (Bregenzerwaldstraße L 200) | 13,3        |
| 15   | B                | Bildsteiner Straße      | Wolfurt (Hofsteigstraße L 3) – Bildstein-Farnach – Alberschwende (Bregenzerwaldstraße L 200) | 6,2         |
| 16   | B                | Wälderstraße            | Lauterach (Vorarlberger Straße L 190) – Wolfurt (Hofsteigstraße L 3) | 1,8         |
| 18   | B                | Hörbranzer Straße       | Lochau (Vorarlberger Straße L 190) – Hörbranz-Oberhochsteg (Staatsgrenze A/D) | 3,0         |
| 19   | B                | Gaißauer Straße         | Höchst (Schweizer Straße L 202) – Gaißau (Staatsgrenze A/CH) | 4,7         |
| 20   | B                | Dorener Straße          | Doren (Vorderwälderstraße L 4) – Sulzberg (Staatsgrenze A/D) – (St 2004 in Bayern) | 6,0         |
| 21   | B                | Sulzberger Straße       | Sulzberg-Fahl (Vorderwälderstraße L 4) – Riefensberg-Springen (Hittisauer Straße L 205) | 13,9        |
| 22   | B                | Riefensberger Straße    | Hittisau (Hittisauer Straße L 205) – Riefensberg (– Riefensberg-Springen (Hittisauer Straße L 205)) | 10,0        |
| 23   | B                | Reichitzer Straße       | Riefensberg-Reichitzer (Hittisauer Straße L 205) – Riefensberg (Riefensberger Straße L 22) | 1,1         |
| 24   | B                | Sibratsgfäller Straße   | Hittisau (Balderschwanger Straße L 5) – Sibratsgfäll (Staatsgrenze A/D) | 8,1         |
| 25   | B                | Müselbacher Straße      | Alberschwende-Müselbach (Hittisauer Straße L 205) – Langenegg (Langenegger Straße L 6) | 4,7         |
| 26   | B                | Egger Straße            | Egg (Bregenzerwaldstraße L 200) – Schwarzenberg (Bödelestraße L 48) | 4,4         |
| 28   | B                | Bizauer Straße          | Reuthe (Bregenzerwaldstraße L 200) – Bezau – Reuthe – Bizau – Schnepfegg – Schnepfau (Bregenzerwaldstraße L 200) | 9,2         |
| 29   | B                | Großdorfer Straße       | Egg (Bregenzerwaldstraße L 200) – Großdorf – Lingenau (Hittisauer Straße L 205) | 3,9         |
| 39   | DO               | Lastenstraße            | Dornbirn (Schmitternstraße L 45) – Dornbirn | 1,4         |
| 40   | DO / B           | Brugger Straße          | Lustenau (Rheinstraße L 203) – Höchst (Schweizer Straße L 202) | 1,7         |
| 41   | DO / B           | Senderstraße            | Lustenau (Rheinstraße L 203) – Lustenau (Harder Straße L 43) – Lauterach – Wolfurt (Hofsteigstraße L 3) | 8,0         |
| 42   | DO               | Werbenstraße            | Dornbirn (Lustenauer Straße L 204) – Dornbirn (Senderstraße L 41) | 5,4         |
| 44   | DO               | Widnauer Straße         | Lustenau (Rheinstraße L 203) – Lustenau (Staatsgrenze A/CH) | 1,4         |
| 45   | DO               | Schmitternstraße        | Dornbirn-Hatlerdorf (Vorarlberger Straße L 190) – Dornbirn (Lastenstraße L 39) – Dornbirn (Rheintal/Walgau Autobahn A14; Anschlussstelle Dornbirn-Süd) – Lustenau (Rheinstraße L 203) – Lustenau (Staatsgrenze A/CH) | 5,1         |
| 45a  | DO               | Bleichestraße           | Dornbirn-Hatlerdorf (Vorarlberger Straße L 190) – Dornbirn-Hatlerdorf (Schmitternstraße L 45) | 1,2         |
| 46   | DO               | Diepoldsauer Straße     | Hohenems (Vorarlberger Straße L 190) – Hohenems (Rheinstraße L 203) – Hohenems (Staatsgrenze A/CH) | 1,7         |
| 47   | DO               | Bauernstraße            | Hohenems (Vorarlberger Straße L 190) – Hohenems (Rheinstraße L 203) | 1,3         |
| 48   | DO / B           | Bödelestraße            | Dornbirn (Vorarlberger Straße L 190) – Bödele – Schwarzenberg – Bersbuch (Bregenzerwaldstraße L 200) | 17,1        |
| 49   | DO / B           | Achrainstraße           | Dornbirn (Vorarlberger Straße L 190) – Achrain – Alberschwende (Bregenzerwaldstraße L 200) | 9,5         |
| 50   | FK / BZ          | Walgaustraße            | Götzis (Vorarlberger Straße L 190) – Klaus – Weiler – Röthis – Sulz – Rankweil – Göfis – Satteins – Schlins – Bludesch – Thüringen (Faschina Straße L 193)                                                           | 24,3        |
| 51   | FK / B           | Laternser Straße        | Rankweil (Walgaustraße L 50) – Batschuns – Laterns – Furkajoch – Damüls (Faschina Straße L 193) | 29,1        |
| 52   | FK               | Meininger Straße        | Rankweil – Rankweil (Vorarlberger Straße L 190) – Feldkirch-Gisingen – Rankweil-Brederis – Meiningen (Staatsgrenze A/CH)                                                                                             | 7,7         |
| 53   | FK               | Bangser Straße          | Feldkirch (Liechtensteiner Straße L 191) – Ardetzenbergtunnel – Feldkirch-Gisingen – Feldkirch-Tosters – Feldkirch-Nofels – Feldkirch-Bangs (Staatsgrenze A/CH)                                                      | 6,7         |
| 54   | FK / BZ          | Jagdbergstraße          | Frastanz (Vorarlberger Straße L 190) – Frastanz (Walgaustraße L 50) – Satteins – Röns – Schnifis – Thüringerberg (Faschina Straße L 193)                                                                             | 13,8        |
| 55   | FK               | Koblacher Straße        | Altach (Rheinstraße L 203) – Mäder (Mäderer Straße L 58) – Koblach – Meiningen (Meininger Straße L 52) | 11,0        |
| 56   | FK               | Götzner Lastenstraße    | Altach (Koblacher Straße L 55) – Götzis (Mäderer Straße L 58) – Koblach (Montlinger Straße L 59) | 1,8         |
| 57   | FK               | Götzner Straße          | Götzis (Vorarlberger Straße L 190) – Altach (Götzner Lastenstraße L 56) | 1,6         |
| 58   | FK               | Mäderer Straße          | Götzis (Vorarlberger Straße L 190) – Mäder (Staatsgrenze A/CH) | 4,2         |
| 59   | FK               | Montlinger Straße       | Götzis (Vorarlberger Straße L 190) – Koblach (Staatsgrenze A/CH) | 3,0         |
| 60   | FK               | Nofler Straße           | Feldkirch-Gisingen (Meininger Straße L 52) – Feldkirch (Bangser Straße L 53) – Feldkirch-Nofels (Staatsgrenze A/FL)                                                                                                  | 4,6         |
| 61   | FK               | Tostner Straße          | Feldkirch (Bangser Straße L 53) – Feldkirch-Tosters (Staatsgrenze A/FL) | 3,7         |
| 62   | FK               | Klauser Treietstraße    | Klaus (Walgaustraße L 50) – Klaus (Vorarlberger Straße L 190) – Koblach (Montlinger Straße L 59) | 4,6         |
| 63   | FK               | Röthner Treietstraße    | Röthis (Vorarlberger Straße L 190) – Röthis (Walgaustraße L 50) | 2,8         |
| 64   | FK               | Rankweiler Straße       | Feldkirch-Altenstadt (Vorarlberger Straße L 190) – Rankweil (Walgaustraße L 50) | 2,5         |
| 65   | FK               | Göfner Straße           | Frastanz (Jagdbergstraße L 54) – Göfis – Göfis-Pfitz (Walgaustraße L 50) | 3,4         |
| 66   | FK               | Feldkircher Straße      | Feldkirch (Walgaustraße) – Feldkirch-Elendbild – Göfis (Göfner Straße L 65) | 3,3         |
| 67   | FK / BZ          | Gampelüner Straße       | Frastanz (Vorarlberger Straße L 190) – Frastanz-Gampelün – Nenzing (Vorarlberger Straße L 190) | 9,9         |
| 68   | FK / BZ          | Gurtiser Straße         | Frastanz-Gampelün (Gampelüner Straße L 67) – Nenzing-Gurtis – Nenzing (Gemeindegrenze Nenzing/Frastanz) | 3,1         |
| 69   | FK               | Fraxner Straße          | Weiler (Walgaustraße L 50) – Fraxern | 4,4         |
| 70   | FK               | Viktorsberger Straße    | Röthis (Walgaustraße L 50) – Viktorsberg | 4,6         |
| 71   | FK               | Dafinser Straße         | Röthis (Viktorsberger Straße L 70) – Zwischenwasser-Dafins | 3,6         |
| 72   | FK               | Muntlixer Straße        | Sulz (Walgaustraße L 50) – Zwischenwasser-Batschuns (Laternser Straße L 51) | 1,6         |
| 73   | FK               | Übersaxner Straße       | Rankweil (Laternser Straße L 51) – Übersaxen – Dünserberg – Düns – Röns (Jagdbergstraße L 54) | 19,9        |
| 74   | BZ / FK          | Schlinser Straße        | Nenzing (Vorarlberger Straße L 190) – Schlins – Röns (Jagdbergstraße L 54) | 2,2         |
| 75   | FK / BZ          | Schnifner Straße        | Schnifis (Jagdbergstraße L 54) – Thüringen (Faschinastraße L 193) | 4,1         |
| 81   | BZ               | Bürser Straße           | Nüziders (Vorarlberger Straße L 190) – Bürs (Brandner Straße L 82) | 1,3         |
| 82   | BZ               | Brandner Straße         | Bludenz (Vorarlberger Straße L 190) – Bürs – Bürserberg – Brand-Palüdbach | 12,6        |
| 83   | BZ               | Vandanser Straße        | Bartholomäberg (Montafoner Straße L 188) – Vandans – Schruns-Kaltenbrunnen (Montafoner Straße L 188) | 3,3         |
| 84   | BZ               | Zelfastraße             | Schruns (Montafoner Straße L 188) – Tschagguns | 0,3         |
| 86   | BZ               | Galgenueler Straße      | St. Gallenkirch (Montafoner Straße L 188) – St. Gallenkirch-Galgenul | 10,9        |
| 87   | BZ               | Gaiser Straße           | Nenzing (Vorarlberger Straße L 190) – Bludesch-Gais (Walgaustraße L 50) | 1,4         |
| 88   | BZ               | Raggaler Straße         | Ludesch (Faschina Straße L 193) – Raggal – Sonntag-Garsella (Faschinastraße L 193) | 11,8        |
| 89   | BZ               | Maruler Straße          | Raggal (Raggaler Straße L 88) – Raggal-Marul | 1,1         |
| 90   | BZ               | Buchbodener Straße      | Sonntag (Faschina Straße L 193) – Sonntag-Buchboden | 4,3         |
| 91   | BZ               | Nüziderser Straße       | Bludenz (Vorarlberger Straße L 190) – Nüziders (Faschina Straße L 193) | 5,2         |
| 92   | BZ               | Stallehrer Straße       | Bludenz-Bings (Klostertaler Straße L 97) – Stallehr | 0,5         |
| 93   | BZ               | Brunnenfeldstraße       | Bludenz-Brunnenfeld (Montafoner Straße L 188) – Bludenz-Bings (Stallehrer Straße L 92) | 1,9         |
| 94   | BZ               | Bartholomäberger Straße | St. Anton im Montafon (Montafoner Straße L 188) – Bartholomäberg – Innerberg – Silbertal (Silbertaler Straße L 95)                                                                                                   | 11,8        |
| 95   | BZ               | Silbertaler Straße      | Schruns (Montafoner Straße L 188) – Silbertal | 6,5         |
| 96   | BZ               | Montjolastraße          | Schruns (Silbertaler Straße L 95) – Bartholomäberg (Bartholomäberger Straße L 94) | 3,9         |
| 97   | BZ               | Klostertaler Straße     | Bludenz-St. Peter (Vorarlberger Straße L 190) – Bings – Innerbraz – Dalaas – Klösterle – Klösterle-Langen am Arlberg (Arlbergstraße L 197)                                                                           | 19,6        |
| 188  | BZ               | Montafoner Straße       | Gaschurn-Partenen (Silvretta-Hochalpenstraße) – Schruns – Bludenz (Vorarlberger Straße L 190) | 28,4        |
| 190  | BZ / FK / DO / B | Vorarlberger Straße     | Bludenz (Rheintal/Walgau Autobahn A 14) – Feldkirch – Dornbirn – Bregenz – Hörbranz-Unterhochsteg (Staatsgrenze A/D) – ( in Deutschland)                                                                             | 63,8        |
| 191  | FK               | Tisner Straße           | Feldkirch-Tisis (Liechtensteiner Straße L 191a) – Feldkirch-Tisis (Staatsgrenze A/FL) | 3,2         |
| 191a | FK               | Liechtensteiner Straße  | Feldkirch (Vorarlberger Straße L 190) – Feldkirch-Tisis (Tisner Straße L 191) | 3,2         |
| 192  | BZ               | Gargellener Straße      | St. Gallenkirch (Montafoner Straße L 188) – St. Gallenkirch-Gargellen | 10,0        |
| 193  | BZ / B           | Faschina Straße         | Nüziders (Vorarlberger Straße L 190) – Ludesch – Damüls – Au (Bregenzerwaldstraße L 200) | 38,6        |
| 197  | BZ               | Arlbergstraße           | Arlbergpass (Landesgrenze Tirol/Vorarlberg) – Klösterle – Langen am Arlberg (Arlberg Schnellstraße S 16) | 8,9         |
| 198  | BZ / B           | Lechtalstraße           | Klösterle – Alpe Rauz – Lech – Warth (Landesgrenze Vorarlberg/Tirol) | 17,8        |
| 200  | DO / B           | Bregenzerwaldstraße     | Dornbirn (Vorarlberger Straße L 190) – Bezau – Schoppernau – Schröcken – Warth (Lechtalstraße L 198) | 62,3        |
| 201  | B                | Kleinwalsertalstraße    | ( in Deutschland) – Mittelberg (Staatsgrenze D/A) – Mittelberg-Baad | 13,0        |
| 202  | B                | Schweizer Straße        | Bregenz (Vorarlberger Straße L 190) – Höchst (Staatsgrenze A/CH) | 10,5        |
| 203  | FK / DO / B      | Rheinstraße             | Götzis (Vorarlberger Straße L 190) – Lustenau – Hard (Schweizer Straße L 202) | 16,8        |
| 204  | DO               | Lustenauer Straße       | Dornbirn (Vorarlberger Straße L 190) – Lustenau (Rheinstraße L 203) – Lustenau (Staatsgrenze A/CH) - (435 in Schweiz)                                                                                                | 6,8         |
| 205  | B                | Hittisauer Straße       | Alberschwende-Müselbach (Bregenzerwaldstraße L 200) – Hittisau – Riefensberg-Aach (Staatsgrenze A/D) – (St 2005 in Bayern)                                                                                           | 16,4        |